# Pont de la Farga

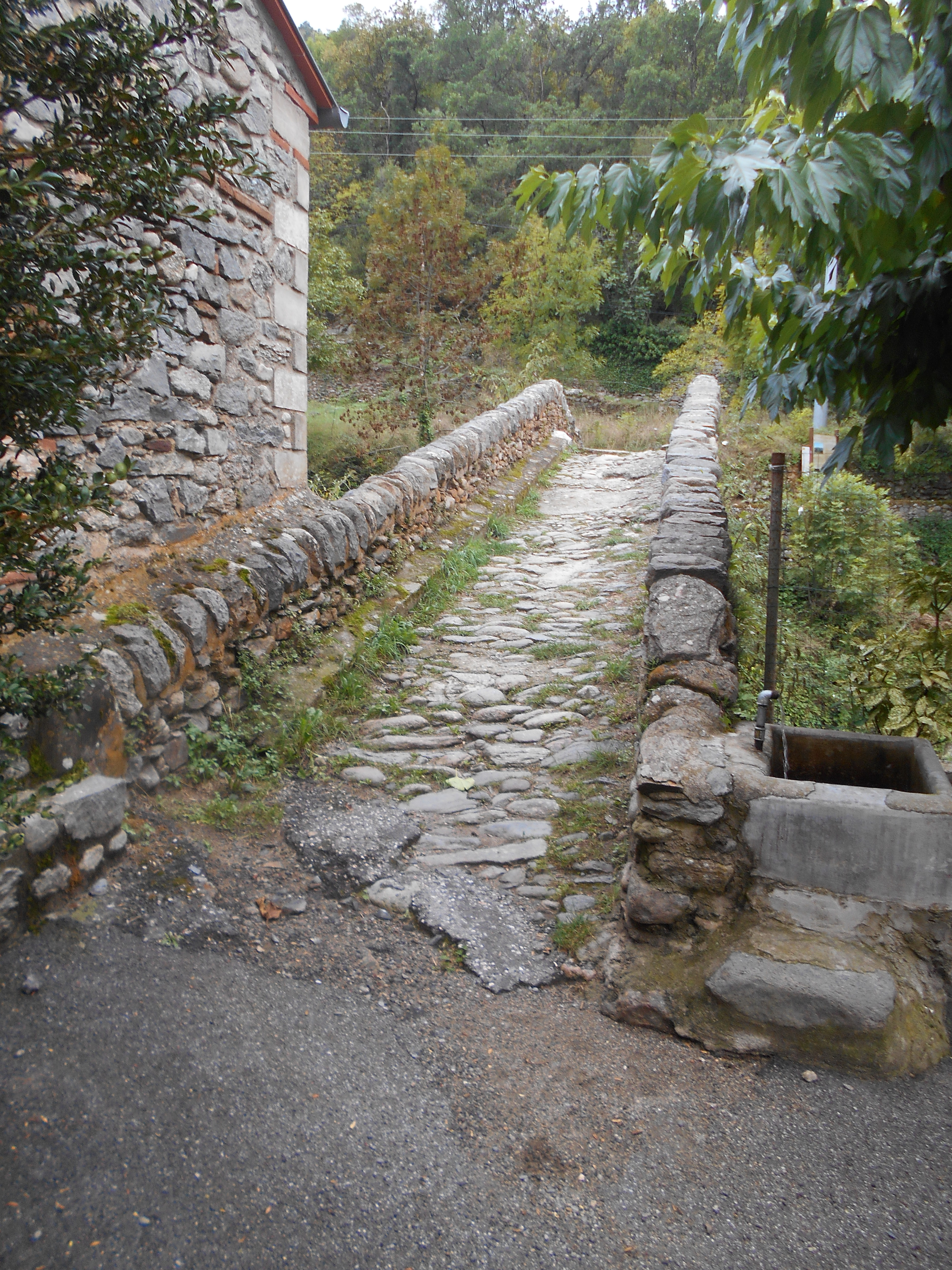
El petit pont a prop del Pont de la Farga

El Pont de la Farga és un pont medieval de pedra que travessa la Lentillà al costat de ponent del veïnat de la Farga, del poble conflentí de Vallestàvia, a la Catalunya del Nord.
És en el costat de ponent de la Farga, en el camí, només practicable a peu, que uneix les dues parts principals d'aquest poble, la Torre i la Farga.

## Descripció

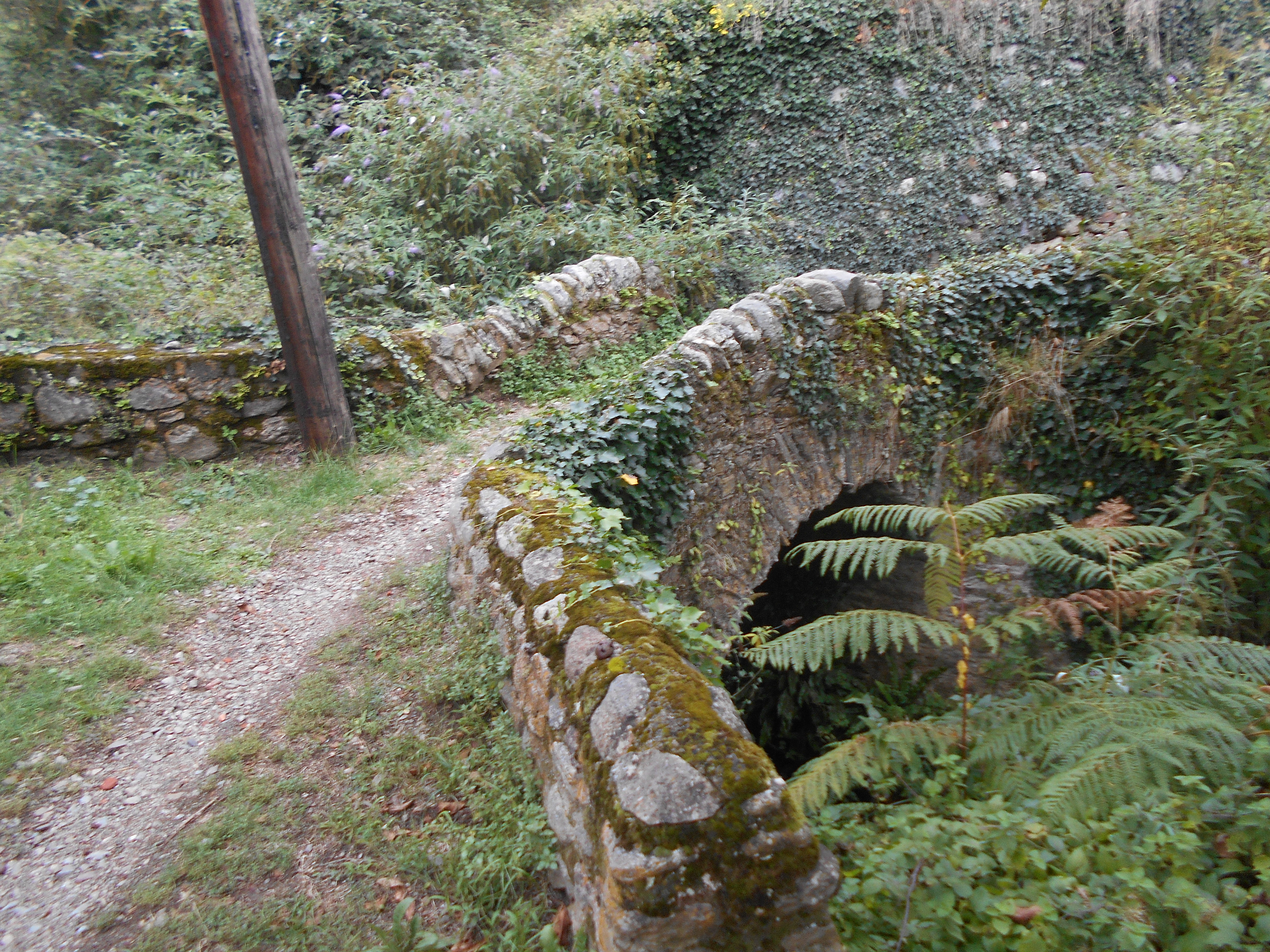
Pont de la Farga, a Vallestàvia (Conflent)

És format per un sol arc de mig punt, de 9 m de llum i 8 m d'alçada, amb el pilars de banda i banda ancorats sobre la roca. L'aparell és de mides petites, sense polir.
Prop seu, més a ponent i damunt del Còrrec d'en Carbonell, en el camí que uneix la Farga amb la Torre, hi ha un altre pont romànic molt més petit, de tan sols uns dos metres d'alçada i uns 2,5 d'amplada.